# 成公簡
成公簡（？年—311年），字宗舒，東郡人，西晉時期官員。

## 生平
個性樸素，不求榮利，默識過人，與友人周馥齊名，成公簡遷中書侍郎時，周馥已為司隸校尉，遷鎮東將軍，成公簡認為自己才高卻周馥之下，於是跟周馥說：「揚雄為郎三世不徙，而王莽、董賢位列三司，古今一揆耳。」周馥聽後甚慚之，成公簡官至太子中庶子、散騎常侍。
永嘉五年（公元311年），投奔苟晞，一同為石勒所殺。

## 評價
- 張華：「簡清靜比楊子雲，默識擬張安世。」[6]

## 延伸阅读
[在维基数据编辑]
 《晉書/卷061》，出自房玄齡《晉書》